# NESCOM Burraq
El Burraq (urdu: بُراق) es un vehículo aéreo de combate no tripulado (UCAV) pakistaní desarrollado y construido conjuntamente por la Comisión Nacional de Ingeniería y Ciencia (NESCOM) y la Fuerza Aérea de Pakistán (PAF).

## Historial operativo
La primera flota de Burraqs fue incorporada a la Fuerza Aérea de Pakistán y al ejército de Pakistán en 2013 junto con el Shahpar UCAV. También lleva varios sensores de movimiento e imágenes y está equipado con un misil aire-tierra guiado por láser llamado "Barq".
Inter-Services Public Relations (ISPR), el departamento de relaciones públicas de las Fuerzas Armadas de Pakistán, describió el sistema como un "multiplicador de fuerza".
Después de una demostración exitosa de su capacidad para disparar misiles tanto contra objetivos estacionarios como en movimiento, Pakistán se convirtió en el quinto país del mundo en desarrollar con éxito un vehículo aéreo de combate no tripulado.
El 7 de septiembre de 2015, el Burraq se utilizó por primera vez en una operación militar real cuando se utilizó para disparar contra un complejo terrorista en el valle de Shawal , en las zonas tribales de Pakistán, eliminando tres objetivos de alto perfil, según el exdirector. General del ISPR, General de División Asim Saleem Bajwa . Pakistán se convirtió en el cuarto país después de Israel, Estados Unidos y el Reino Unido en utilizar un dron armado en combate activo.
Antes de que el Burraq fuera presentado públicamente por primera vez, el ejército paquistaní supuestamente llevó a cabo varios ataques utilizando el UCAV, como parte de las operaciones militares Khyber-1 en el valle de Tirah.